# Чернышевка (Татарстан)
Чернышевка — деревня Высокогорском районе Татарстана. Административный центр Чернышевского сельского поселения.

## География
Находится в северо-западной части Татарстана на расстоянии приблизительно 3 км на север по прямой от районного центра поселка Высокая Гора у речки Казанка.

## История
Основана в 1920-х годах как Коммуна им. Чернышевского.

## Население
Постоянных жителей было: в 1926 году — 23, в 1938—160, в 1949—207, в 1958—191, в 1970—263, в 1989—697, 837 в 2002 году (русские 61 %, татары 36 %), 846 в 2010.